# Гвалтовник
Гвалтовник (бел. Гвалтоўнік) — деревня в Александрийском сельсовете Шкловского района Могилёвской области Белоруссии.
Гвалтовник находится к западу от центра сельсовета — деревни Староселье.
Близ деревни находится братская могила неизвестных воинов, погибших в годы Великой Отечественной войны 1941—1945 гг. — включена в Государственный список историко-культурных ценностей Республики Беларусь